# Oliver Martinov
Oliver Martinov (Zadar, Yugoslavia, 3 de mayo de 1975) es un deportista croata que compitió en remo.
Ganó tres medallas en el Campeonato Mundial de Remo entre los años 1999 y 2002. Participó en los Juegos Olímpicos de Sídney 2000, ocupando el octavo lugar en la prueba de dos sin timonel.

## Palmarés internacional
| Campeonato Mundial | Campeonato Mundial      | Campeonato Mundial | Campeonato Mundial |
| Año                | Lugar                   | Medalla            | Prueba             |
| ------------------ | ----------------------- | ------------------ | ------------------ |
| 1999               | St. Catharines (Canadá) | Medalla de bronce  | Dos sin timonel    |
| 2001               | Lucerna (Suiza)         | Medalla de plata   | Ocho con timonel   |
| 2002               | Sevilla (España)        | Medalla de bronce  | Cuatro con timonel |